# Palaemnema chiriquita
Palaemnema chiriquita é uma espécie de libelinha da família Platystictidae.
É endémica de Costa Rica.
Os seus habitats naturais são: florestas subtropicais ou tropicais húmidas de baixa altitude e rios.
Está ameaçada por perda de habitat.